# Sint-Willibrorduskerk (Coevorden)
De Sint-Willibrorduskerk in Coevorden is een neogotisch kerkgebouw. De katholieke kerk werd ontworpen door W. te Riele. Het gebouw is nog steeds als kerk in gebruik.